# Megachile ocellifera
Megachile ocellifera är en biart som beskrevs av Cockerell 1918. Megachile ocellifera ingår i släktet tapetserarbin, och familjen buksamlarbin. Inga underarter finns listade i Catalogue of Life.